# جنگنده-بمب‌افکن

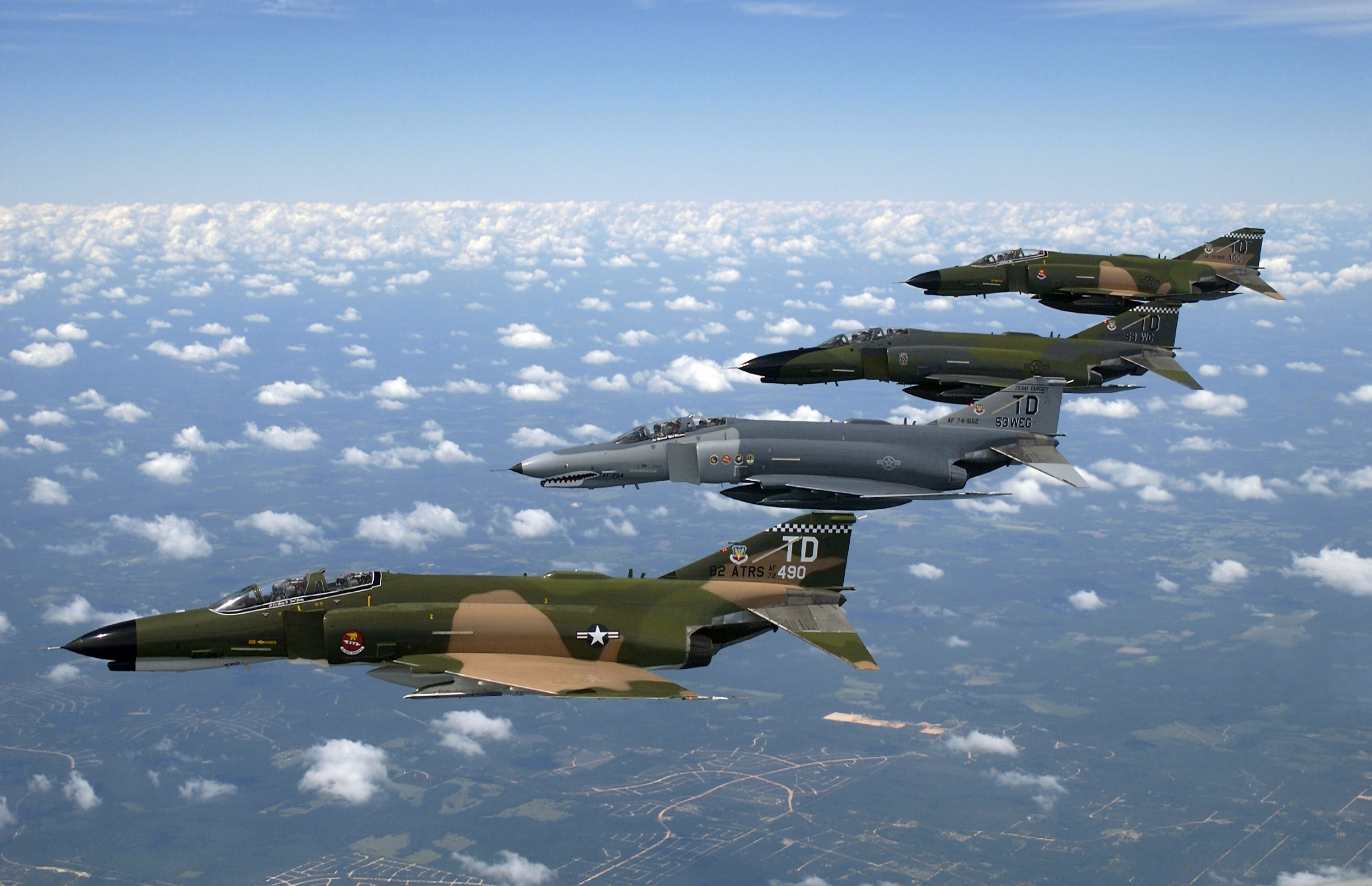
جنگنده-بمب‌افکن اف-۴ فانتوم ۲

هواپیمای جنگنده-بمب‌افکن جنگنده‌ای است که برای حمله به هدف‌های زمینی، دریایی و هوایی به کار می‌رود.

## نمونه‌های اوّلیه
جنگنده-بمب‌افکن‌ها در جنگ جهانی اول در وهلهٔ نخست برای حمله به هدف‌های زمینی به‌ویژه حمله به نیروهای دشمن در سنگرها به کار می‌رفتند. این جنگنده‌های اوّلیه به پشت خطوط دشمن پرواز و در ارتفاع پایین بمب‌های دستی کوچک یا نارنجک پرتاب می‌کردند.

## جنگ جهانی دوم

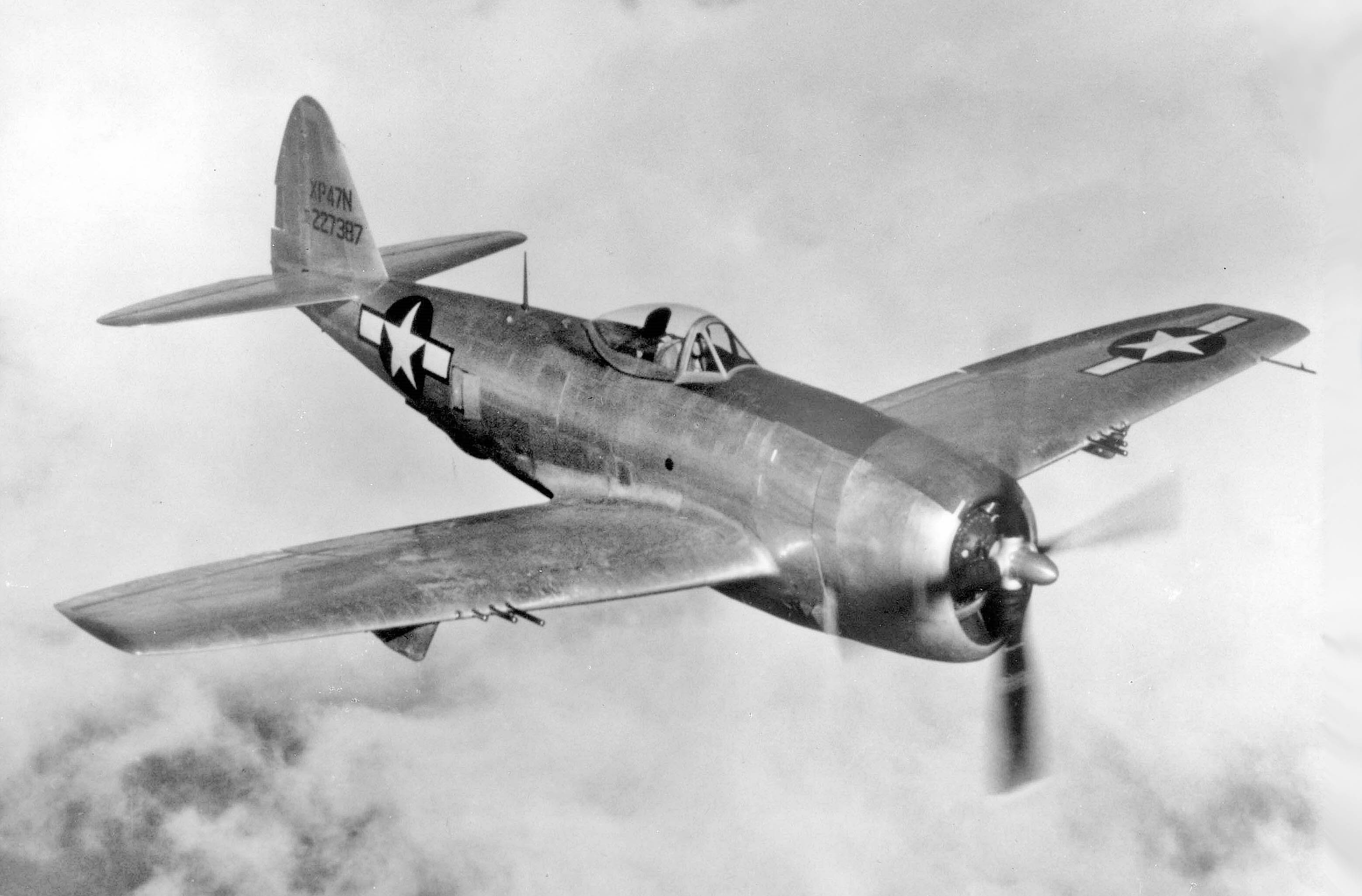
هواپیمای Republic P-47D به هشت مسلسل کالیبر ۰٫۵۰ (۱۲٫۷ میلی‌متر) مسلح بود و می‌توانست بمبی به وزن ۲۵۰۰ پوند (۱۱۰۰ کیلوگرم) حمل کند.

نخستین هواپیمای جنگنده که تبدیل به جنگنده-بمب‌افکن شد، هواپیمای مسرشمیت ب‌اف ۱۰۹ بود که در جنگ جهانی دوم هنگام نبرد هوایی در انگلستان باید برای بمباران هدف‌های زمینی نیز یک بمب ۲۵۰ کیلوگرمی را همراه خود می‌برد. در آخرین سال‌های جنگ، هواپیمای فوکه وولف ۱۹۰ به عنوان جنگنده-بمب‌افکن به کار می‌رفت. هواپیماهای دیگری از جمله هنشل ۱۲۹ نیز به کار می‌رفت که البته یک جنگنده-بمب‌افکن واقعی به‌شمار نمی‌آمد. پس از اینکه متحدان غربی از سال ۱۹۴۴ در اروپا برتری هوایی پیدا کردند، جنگنده-بمب‌افکن‌ها پس از فرود در نرماندی نقش سرنوشت‌سازی به نفع متفقین بازی کردند. این جنگنده-بمب‌افکن‌ها با تعداد زیاد به نیروهای زمینی آلمانی حمله و حرکت آن‌ها را در طول روز غیرممکن می‌کردند. در دو سال پایانی جنگ، نیروهای متفقین از آسمان فرانسه و آلمان برای بمباران قطارها، حمل و نقل‌های جاده‌ای و فرودگاه‌ها و قرارگاه‌ها و تحرکات پشت خطوط دشمن بهره می‌بردند. جنگنده-بمب‌افکن‌هایی که در دو سال آخر جنگ از سوی متفقین به کار رفتند، عبارت بودند از: سوپرمرین اسپیت‌فایر، پی-۴۷ تاندربولت و هاوکر تایفون.

## پس از جنگ جهانی دوم
جنگنده-بمب‌افکن‌ها در دههٔ ۱۹۵۰ با به‌کارگیری گستردهٔ موتورهای جت در دهه ۱۹۵۰ و ۱۹۶۰ از اهمیت فزاینده‌ای برخوردار شدند. بمب‌افکن سبک کانبرای انگلیسی از جمله نخستین بمب‌افکن‌های سبک با موتور جت بود. نورث آمریکن بی-۴۵ و ریپابلیک اف-۸۴ تاندرستریک برای مأموریت‌های هسته‌ای تاکتیکی به کار می‌رفتند. در جنگ کره و بعداً جنگ ویتنام جنگنده-بمب‌افکن‌ها نقش توپخانهُ پرنده را بازی می‌کردند تا در صورت نیاز به نیروهای زمینی دشمن حمله کنند. از جمله جنگنده‌های شوروی در آن زمان می‌توان به جنگنده چندمنظوره یاک-۲۵ اشاره کرد. در اواخر دههٔ ۱۹۵۰ جنگنده-بمب‌افکن‌هایی با سرعت دو ماخ مانند ریپابلیک اف-۱۰۵ ثاندرچیف ساخته شدند.
نفوذ به عمق پوشش راداری دشمن در دههٔ ۱۹۶۰ به عنوان یک فاکتور کلیدی برای مقابله با دشمن به حساب می‌آمد.
از جمله طرح‌های انقلابی، جنگنده-بمب‌افکن جنرال داینامیکس اف-۱۱۱ بود که در دورهٔ سی سالهٔ خدمت خود یکی از پیشرفته‌ترین جنگنده-بمب‌افکن‌های زمان خود بود.

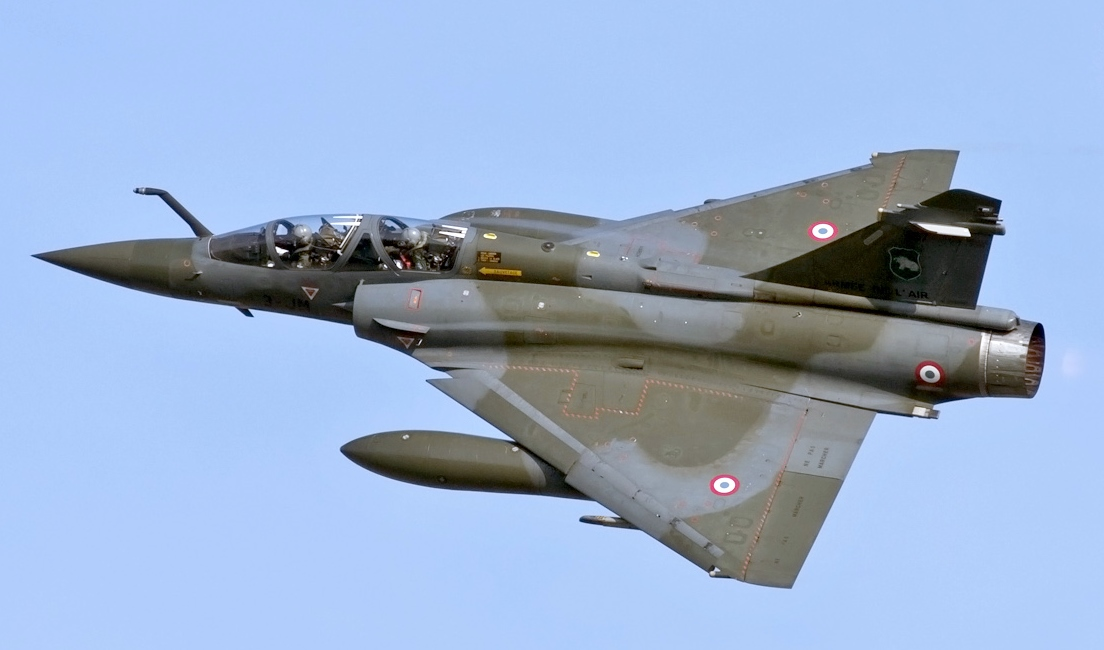
داسو میراژ ۲۰۰۰دی

هواپیماهایی مانند پاناویا تورنادو، اف-۱۱۱، اف-۱۵ئی استرایک ایگل و سوخو-۲۴ فنسر می‌توانند با سرعت بالا چه در شب و چه در روز و در هر شرایط آب و هوایی بمب‌های بسیاری را با خود حمل کنند. میراژ ۲۰۰۰، جگوار، اف-۱۵ ایگل ،اف-۱۶ فایتینگ فالکن، میگ-۲۷، سوخو-۳۰، اف-۴ فانتوم ۲ و اف-۳۵ لایتنینگ ۲ نیز از جمله دیگر هواپیماهایی هستند که هم می‌توانند به عنوان جنگنده و هم برای حمله به هدف‌های زمینی به کار برده شوند.